# (7621) Sweelinck
(7621) Sweelinck (4127 P-L) – planetoida z pasa głównego asteroid okrążająca Słońce w ciągu 5,57 lat w średniej odległości 3,14 j.a. Odkryta 24 września 1960 roku.